# Iglesia de San Francisco (Bogotá)
La Iglesia de San Francisco es un templo religioso de culto católico bajo la advocación de San Francisco de Asís de la ciudad de Bogotá, en Colombia. Se localiza en el barrio Veracruz, en la Avenida Jiménez con la Carrera Séptima, donde constituye un conjunto compuesto a su vez por la Iglesia de La Tercera y la de Iglesia de la Veracruz.

## Historia

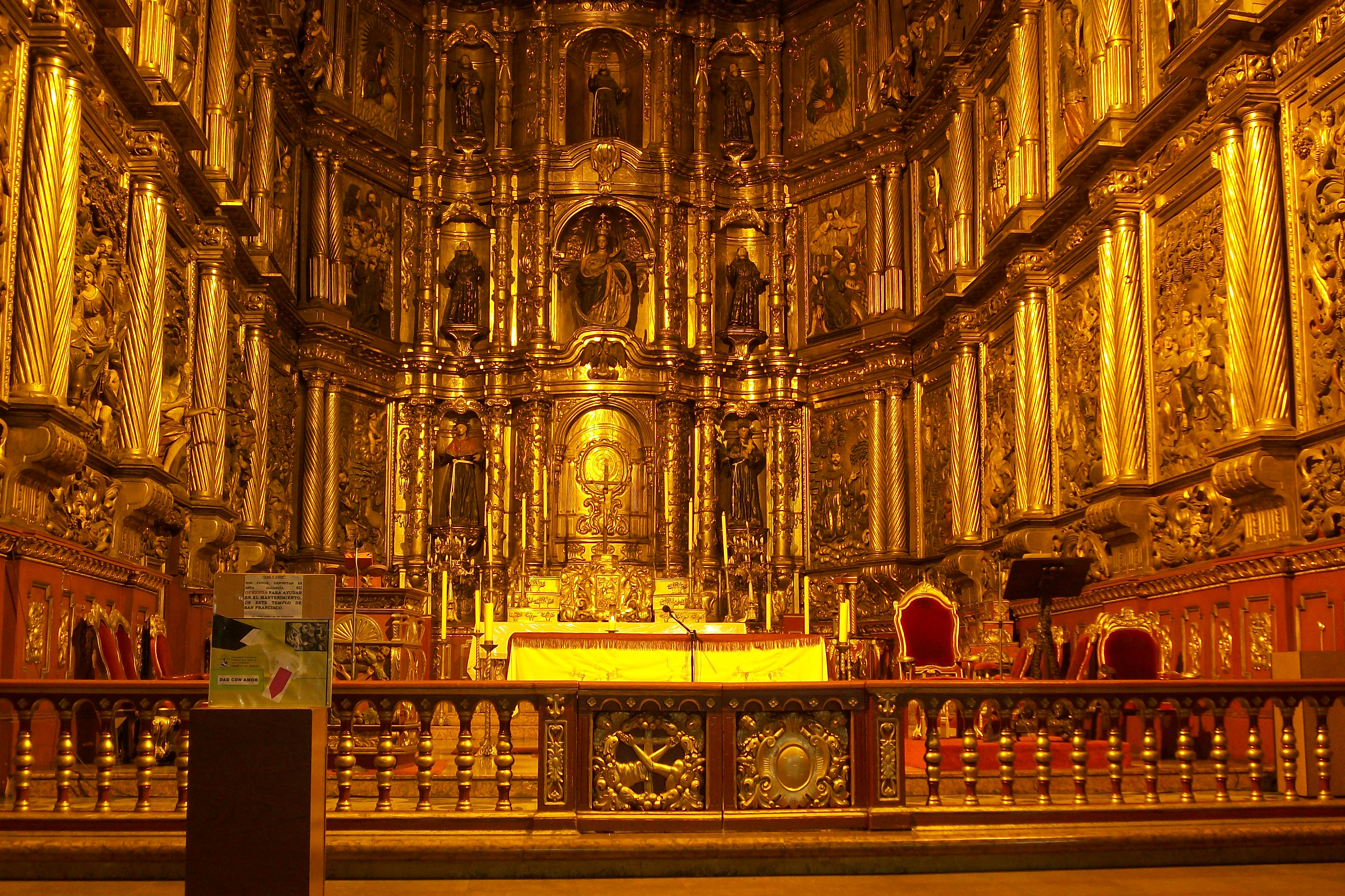
Presbiterio de la iglesia.

Se construyó entre 1557 y 1566 en el terreno donado por el arzobispo Juan de los Barrios a los hermanos franciscanos, en la margen derecha del río Vicachá, luego llamado río San Francisco. La construcción original tuvo una ampliación entre 1586 y 1611. En 1623 se construyó el retablo mayor.
En el siglo XVIII el edificio sufrió varias averías en sus estructuras por el terremoto de 1785, tras el cual la torre debió ser reconstruida. La obra sería terminada en 1794. La iglesia solamente estaba conformada por una nave a la cual se le fueron anexando pequeñas capillas en su lado derecho. Al ser afectada gravemente la estructura durante el terremoto de 1785, estas capillas fueron integradas en una segunda nave después de los trabajos de restauración dirigidos por Domingo Esquiaqui, los cuales fueron concluidos el 25 de marzo de 1794, fecha en la cual el arzobispo Baltasar Jaime Martínez Campañón consagró el templo. Años más tarde el interior del templo fue intervenido por el fraile capuchino Domingo de Petrés.
La iglesia fue expropiada en 1861 por Tomás Cipriano de Mosquera, hasta 1881, durante la cual estuvo al frente de su administración el capellán fray Ramón Cáceres. La iglesia formaba un complejo con un convento adyacente que abarcaba dos manzanas de la ciudad y tuvo tres claustros de dos pisos. Los claustros, sin embargo, desaparecieron al ser construido en su lugar el edificio de la Gobernación de Cundinamarca en el actual Palacio de San Francisco en 1917, obra de Gastón Lelarge y Arturo Jaramillo.
Finalmente, en años recientes la iglesia fue desprovista de su blanco exterior y sus cubiertas fueron alteradas hasta el punto que los únicos documentos históricos del templo original que sobreviven son la fachada de la iglesia, la torre y el presbiterio. La última restauración del templo se realizó entre 1988 y 1990.
Actualmente es la iglesia más antigua que se conserva en Bogotá, se encuentra ubicada en la esquina noroccidental de la Avenida Jiménez con Carrera Séptima, diagonal a la estación de Museo del Oro del TransMilenio.
Este edificio tiene una artesa o armadura mudéjar de las mejores de la Nueva Granada. El retablo, que tiene elementos renacentistas, es el más representativo del virreinato de la Nueva Granada. Tiene en su primer cuerpo elementos grutescos, en el segundo cuerpo se encuentra todas las santas con sus atributos y está rematado por todos los apóstoles; en el centro en la parte superior se encuentra el padre eterno, con una mano lleva el mundo y con la otra señala a los franciscanos.

## Referencias

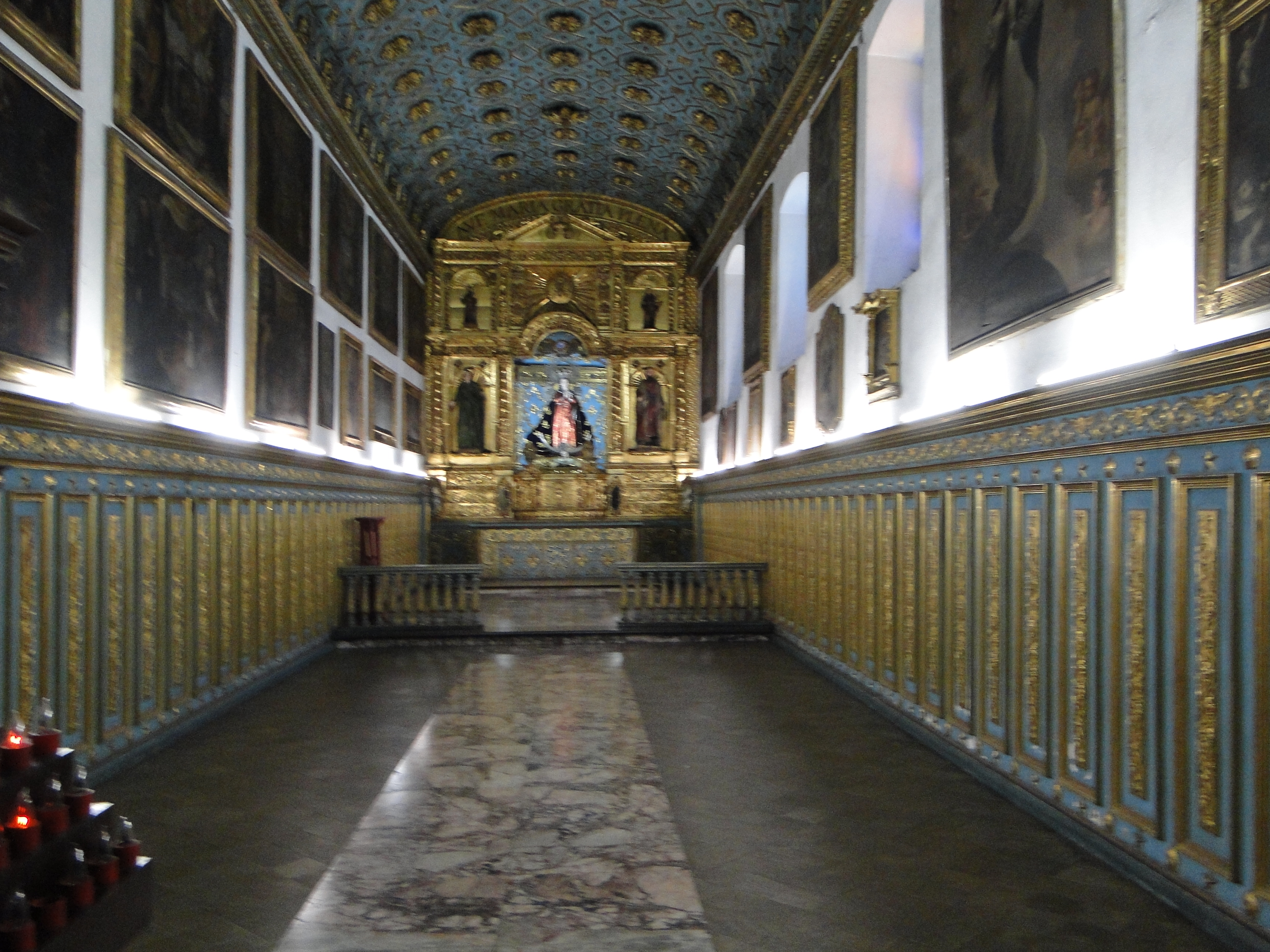
Dentro de la iglesia de San Francisco